# Політична партія «Нова політика»

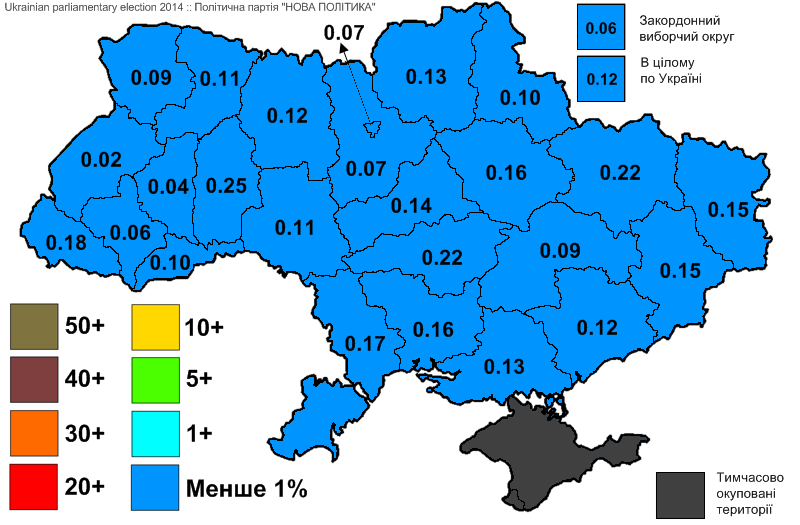
Результати виборів до ВР України. 2014 рік.

«Нова політика» — політична партія України, зареєстрована 14 лютого 2001 р.

## Історія
Політична партія «Нова політика» зареєстрована Міністерством юстиції 14 лютого 2001 р. та внесена до Реєстру політичних партій під № 80. Лідером партії було обрано Лівенцова Сергія Павловича. 07 липня 2001 р. відбувся перший з'їзд партії "Нова політика", на якому лідером партії обрано народного депутата України Пухкала Олександра Григоровича, голову депутатського об'єднання "Нова політика" у Верховній Раді України.
14 березня 2009 р. відбувся черговий з'їзд партії. Делегати з'їзду одностайно проголосували за обрання голови оргкомітету Громадянського руху «Нова Україна» Володимира Семиноженка лідером партії «Нова політика». Він же продовжує очолювати партію станом на грудень 2016.
На парламентських виборах 2012 р. за партію проголосували 0,1 % виборців (21 030 голосів). «Нова політика» не потрапила до парламенту.
З 02.2001 по 12.2005 р. Голова Політвиконкому Чернілевський Віктор Йосипович